# Дисплазія кульшового суглоба
Дисплазія кульшового суглоба — це аномалія кульшового суглоба, коли гніздова частина недостатньо покриває кулясту частину, що призводить до підвищеного ризику вивиху суглоба. Дисплазія кульшового суглоба може виникати при народженні або розвиватися в ранньому віці. Незалежно від того, як правило у дітей до року, симптоми не проявляються. Іноді одна нога може бути коротшою за іншу. Ліве стегно частіше уражається, ніж праве. Якщо дисплазію не лікувати, можуть виникати ускладнення — артрит, кульгання та біль у попереку.
Фактори ризику дисплазії кульшового суглоба включають спадковість у сім'ї, деякі способи сповивання та тазове передлежання плоду при пологах. Якщо постраждав один однояйцевий близнюк, існує 40 % ризику, що постраждає й інший. Рекомендується огляд і фізикальне обстеження всіх немовлят. Також може бути корисною УЗД.
Багато з цих випадків, особливо легкої форми, проходять без наслідків і не вимагають специфічного лікування. У більш серйозних випадках, якщо їх виявити на ранніх термінах, може бути достатнім застосування ортозів. У випадках, виявлених пізніше, може знадобитися хірургічне втручання та накладення шин. Близько у 7,5 % випадків для лікування проблем, що виникли внаслідок дисплазії кульшового суглоба, вимагається заміщення кульшового суглоба.
Приблизно у 1 з 1000 немовлят спостерігається дисплазія кульшового суглоба. Нестабільність кульшового суглоба, що вимагає втручання, спостерігається у одного-двох проміле немовлят, народжених у термін. Дівчатка страждають частіше, ніж хлопчики. Дисплазія кульшового суглоба була описана принаймні ще в 300-х роках до нашої ери Гіппократом.

## Ознаки та симптоми

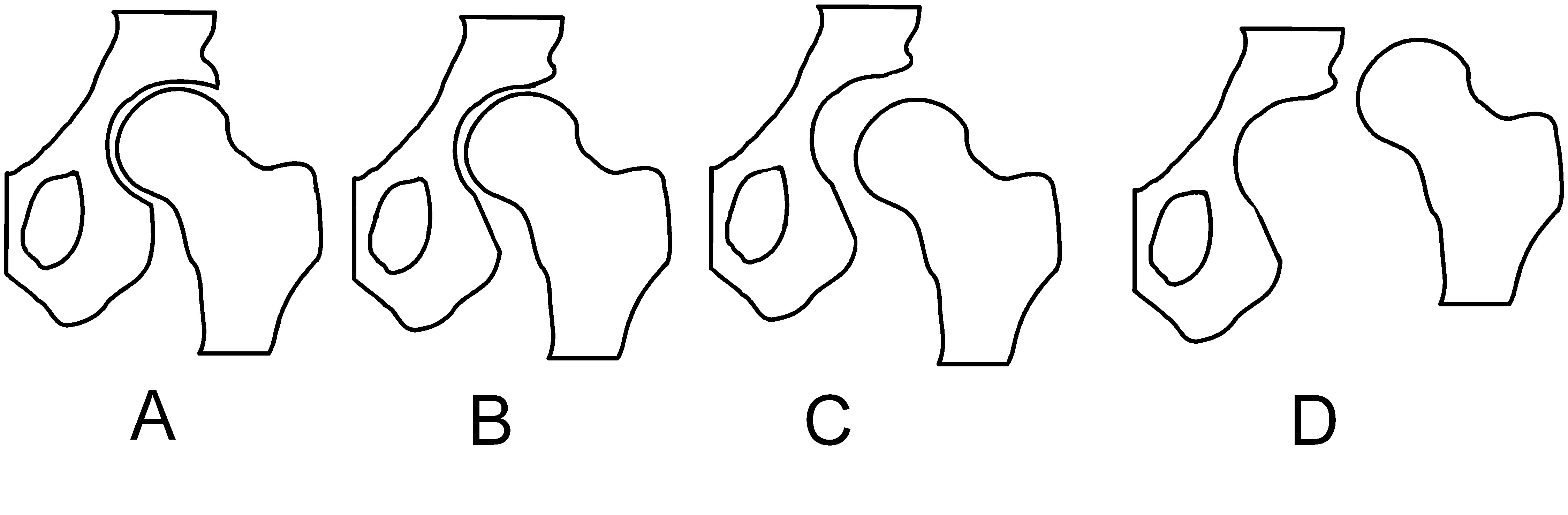
Положення голівки стегнової кістки відноно гнізда при дисплазії.
А: Нормальне. В: Дисплазія. C: Підвивих. D: Дислокація/вивих

Дисплазія кульшового суглоба може варіюватися від ледь помітної до сильно деформованої або вивиху. Вроджена форма, тератологічна, тобто така, що не піддається вправленню, дислокація виникає як частина складніших станів.
Патологія може бути двосторонньою або односторонньою:
- Якщо уражені обидва кульшові суглоби, кажуть про «двосторонню» дисплазію. У цьому випадку деякі діагностичні показники, такі як асиметричність складок та нерівність довжини ніг, не беруться до уваги.
- При односторонній дисплазії лише один суглоб є деформованим, протилежна сторона також може мати наслідки[5]. У більшості односторонні випадки дисплазії припадають на ліве стегно.

Якщо суглоб повністю вивихнутий, часто утворюється хибна вертлюжна западина (часто вище на малому тазу) навпроти вивихнутого положення голівки стегна.
При ацетабулярній дисплазії кульшова западина (розетка) занадто мілка або деформована. Кут центрального краю вимірюється, як описав Wiberg. Дві форми дисплазії стегнової кістки — coxa vara, при якій між голівкою стегнової кістки і самою кісткою кут занадто гострий, та coxa valga, при якій кут занадто широкий.
Рідкісний тип, «сімейна дисплазія кульшового суглоба Бойкеса», зустрічається серед африканерів, які є членами родини Бойкес. Голівка стегнової кістки плоска і неправильна. Артроз розвивається в ранньому віці.

## Причини
Дисплазія кульшового суглоба вважається багатофакторною патологією. Це означає, що кілька факторів взаємодіють, викликаючи такий патологічний стан.
Причина такого стану невідома; проте деякі фактори вродженого вивиху стегна обумовлені спадковістю та расовим походженням. Також вважається, що більш високі показники в деяких етнічних групах (наприклад, у деяких груп корінних американських народів) зумовлені практикою сповивання немовлят, що, як відомо, є потенційним фактором ризику розвитку дисплазії. Відомо також, що у афроамериканців та південних китайців низький ризик розвитку цієї патології.

### Вроджена вада
Деякі дослідження свідчать про гормональний зв'язок. Зокрема, була виявлена кореляція з гормоном релаксин.
На генетичний фактор вказують статистика проявів у сім'ях, а також вища кількості випадків у деяких етнічних груп населення (наприклад, корінних американців, лапландців і саамів). Була описана ділянка хромосоми 13, асоційована з ацетабулярною дисплазією. При сімейній дисплазії в родині Beukes, з іншого боку, було ідентифіковане повязання успадкування з ділянкою 11-сМ на хромосомі 4q35, яке не проявлялося у непенетрантних носіїв гена.

### Набута дисплазія
Як набутий стан дисплазію часто пов'язують з традиціями сповивання немовлят, при використанні занадто тісних дитячих стільчиків, візочків та інших способів транспортування немовлят або використанням дошки-колиски, яка фіксує кульшовий суглоб у приведеному положенні (зближення колін має тенденцію витягати головки стегнової кістки з гнізд кульшових суглобів), якщо це положення штучно утримувати протягом тривалого періоду. Сучасні методи сповивання, такі як «сповивання, здорове для стегон», розроблені для зняття стресу на кульшові суглоби, на противагу до традиційних методів сповивання.
Подальші фактори ризику включають тазове передлежання при народженні, стать, генетику (поширення в родині) та народження при перших пологах. У тазовому положенні головка стегнової кістки має тенденцію до вродженого підвивиху. Вузька матка також сприяє вивиху кульшового суглоба внутрішньоутробно та під час народження дитини.

## Діагностика

кути α та β, що застосовуються при УЗД стегна

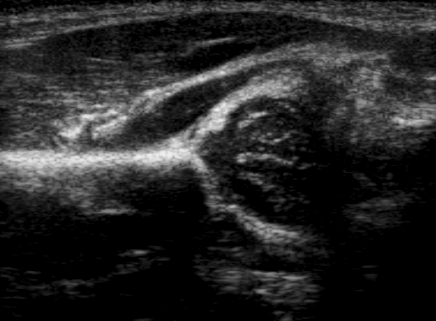
УЗД стегна

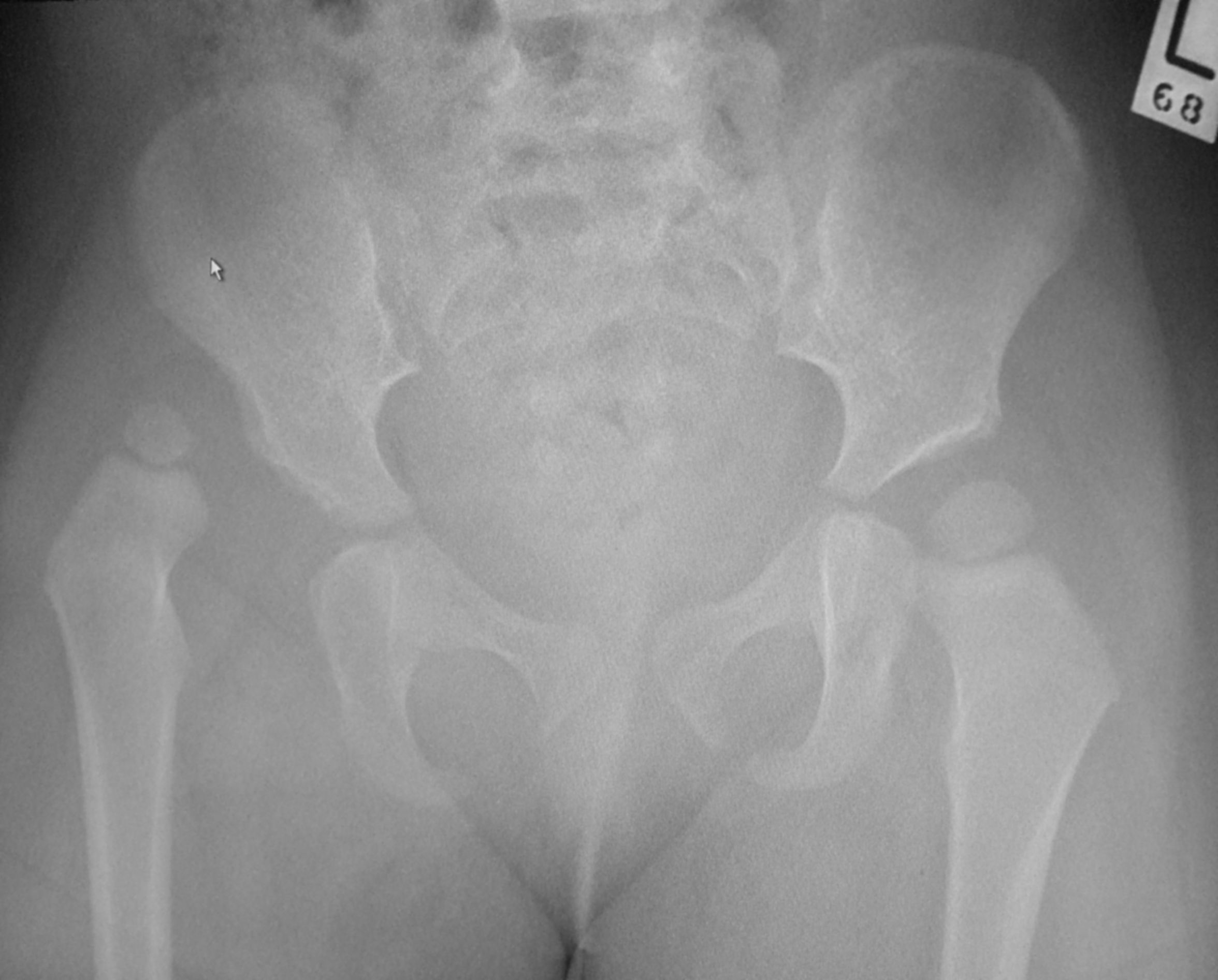
Рентгенівське зображення, що показує дисплазію кульшового суглоба ліворуч та вивих правого кульшового суглоба у дитини

У більшості країн проводяться стандартні обстеження новонароджених, які включають скрінінг кульшового суглоба для раннього виявлення його дисплазії. Іноді під час діагностики може бути виявлено «клацання» або точніше «клак» у стегні (хоча не всі клацання свідчать про дисплазію кульшового суглоба). Коли виявляється клацання стегна (у Великій Британії також відоме як «клацаюче стегно»), стегна дитини обстежують за допомогою додаткових скринінгів, щоб визначити, чи немає вродженої дисплазії стегна.
Два маневри, які зазвичай застосовуються для діагностики при неонатальних обстеженнях, — це маневр Ортолані та маневр Барлоу. Односторонню дисплазію можна виявити за допомогою тесту Ґалеацці.
Для того, щоб виконати маневр Ортолані, рекомендується, щоб екзаменатор поставив новонароджену дитину в положення, в якому протилежне стегно утримується нерухомо, а стегно суглоба, що тестується, приводять і обережно тягнуть вперед. Якщо лунає «клак» (звук голівки стегна, що рухається над вертлюжної западиною), суглоб є нормальним, але відсутність звуку «клак» вказує на те, що вертлюжна западина розвинена не повністю. Наступний метод, який можна застосувати, називається маневром Барлоу. Це робиться шляхом відведення стегна з одночасним підштовхуванням верхньої частини стегна ззаду. Якщо стегно виходить з гнізда, це означає, що воно вивихнуте, і у новонародженого вроджений вивих стегна. Дитину кладуть на спину для обстеження, розвівши ноги. Якщо чути клацання, це означає, що у дитини може бути вивих стегна. Настійно рекомендується робити ці маневри в спокійному стані, коли дитина не брикає, оскільки вона може гальмувати рухи стегон. Тест Ґалеацці проводиться згинанням колін немовляти в позиції лежачи на спині так, щоб ступні торкалися поверхні, а щиколотки торкались сідниць. Якщо коліна не на одному рівні, це вказує на потенційну вроджену ваду розвитку кульшового суглоба.
Асиметрія сідничних складок та очевидна нерівність довжини кінцівок можуть додатково свідчити про односторонню дисплазію кульшового суглоба. Найбільше сумнівів викликає факт, що у багатьох нормальних новонароджених проявляється певна розхитаність суглобів через в'ялість зв'язок, тоді як з іншого боку, сильно деформовані суглоби можуть здаватися стабільними. Це одна з причин, чому повторні обстеження та моніторинг розвитку є важливими. Частота та методи рутинних скринінгів у дітей все ще дискутуються, проте загальновизнаним є фізикальне обстеження новонароджених з подальшим, якщо потрібно, виконанням УЗД стегна.
Оцінка стегна Гарріса (розроблена Вільямом Гаррісом, ортопедом із Массачусетсу) — це один із способів оцінити функцію стегна після операції. Інші методи оцінки базуються на оцінці пацієнтів, наприклад, оцінка Оксфорда для стегна, оцінка HOOS та WOMAC. Шкала оцінки стегна в дитячій лікарні Окленда (CHOHES) — це модифікація оцінки стегна Гарріса, ефективність якої наразі обговорюється.
Дисплазія кульшового суглоба може розвинутися в старшому віці. У підлітків та дорослих з дисплазією кульшового суглоба можуть спостерігатися болі в суглобі, а в деяких випадках — лабральні розриви стегна. Рентген використовується для підтвердження діагнозу дисплазії кульшового суглоба. Також іноді застосовують КТ та МРТ.

### Термінологія
Деякі джерела віддають перевагу «розвитковій дисплазії кульшового суглоба» (developmental dysplasia of the hip, DDH) перед «вродженим вивихом стегна» (congenital dislocation of the hip, CDH), вважаючи останній термін недостатньо гнучким для опису різноманітності потенційних ускладнень.
Використання слова вроджений може також означати, що стан вже існує при народженні. Ця термінологія викликає труднощі, оскільки суглоб у новонародженого утворений хрящем і все ще є податливим, що ускладнює з'ясування початку захворювання. Новий термін DDH також охоплює приховану дисплазію (наприклад, недорозвинений суглоб) без вивиху а також вивихи, що розвиваються після фази «новонародженості».
Цей термін не використовується послідовно. У педіатричній/неонатальній ортопедії його використовують для опису нестійких суглобів та слаборозвиненої кульшової западини. Для дорослих він описує стегна, що демонструють аномальні рентгенологічні знімки головки стегнової кістки або вертлюжної западини.
Деякі джерела віддають перевагу терміну «дисплазія кульшового суглоба» перед DDH, вважаючи його «простішим і точнішим», частково через надмірність, створену внаслідок використання термінів «розвиток» і «дисплазія». Типи DDH включають підвивих, дисплазію та вивих. Основні типи — це результат в'ялості підтримуючої капсули або аномальної кульшової западини.

### Ультразвукова діагностика та рентгенографія
| Вік                | Сценарій                                                        | Звичайна початкова диспансеризація немовлят   |
| ------------------ | --------------------------------------------------------------- | --------------------------------------------- |
| <4 тижні           | Двозначний результат фізикального обстеження або фактори ризику | Відсутність зображень                         |
| <4 тижні           | Фізикальні знахідки DDH                                         | УЗД                                           |
| 4 тижні — 4 місяці | Двозначний результат фізикального обстеження або фактори ризику | УЗД                                           |
| 4 — 6 місяців      | Підозри щодо DDH                                                | Рентген. Ультрасонографія може бути доречною. |
| > 6 місяців        |                                                                 | Рентген-дослідження                           |

Дисплазія кульшового суглоба, діагностована за допомогою УЗД та проєкційної рентгенографії («рентген»). Зазвичай ультразвукова візуалізація є бажаною до 4 місяців через обмежене окостеніння скелета.
Незважаючи на широке поширення ультразвуку, рентген малого тазу все ще часто використовується для діагностики або моніторингу дисплазії кульшового суглоба або для оцінки інших вроджених станів або пухлин кісток. Найбільш корисні лінії та кути, які можна провести в дитячому тазі для оцінки дисплазії кульшового суглоба, такі: (У дорослих застосовують інші виміри!)

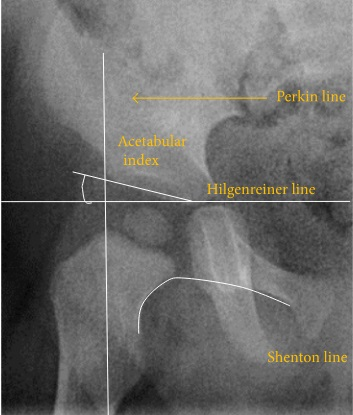
Нормальне стегно.
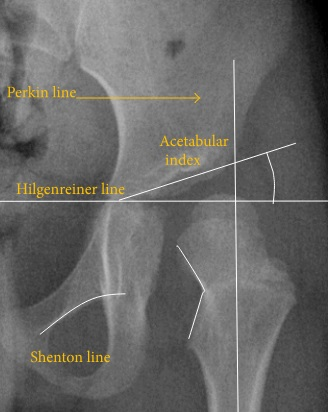
Дисплазія кульшового суглоба.

## Лікування
Враховуючи цілком реальну можливість кульгавості, постійного та/або виснажливого болю, ускладненого лікування та порушення рухливості в подальшому житті, необхідний ретельний моніторинг у ході розвитку, і раннє втручання часто дає найкращий результат. Найгіршим можливим наслідком нелікування є розвиток артриту на ранніх термінах, іноді навіть у підлітковому віці. Все лікування має на меті затримати початок артриту, але жодне лікування не може помогти повністю уникнути його; і всі доступні методи лікування несуть ризик завдати еквівалентної шкоди. На жаль, дослідження досі не змогли знайти метод прогнозування результатів як при хірургічному / ортопедичному лікуванні стану у немовлят та маленьких дітей, так і при хірургічному лікуванні негативних результатів цих ранніх методів лікування в подальшому житті (наприклад, артрит, аваскулярний некроз, вертлюговий бурсит та кісткові шпори до 3,5 см якраз збоку від точки прикріплення сідничного м'яза на великому вертлюжному суглобі через надмірне тертя).

### Стремінці, шини та витяжка
Рання дисплазія кульшового суглоба часто може бути вилікувана за допомогою стремінців Павліка (див. фотографію) або подушки/шини Фрейки на першому році життя із звичайно нормальними результатами. В Україні стремінці Павліка, подушку Фрейки, профілактичні штанці радять застосовувати від перших днів життя. При використанні стремінців Павліка можуть виникнути ускладнення. Повідомлялося про випадки паралічу стегнового нерва та аваскулярного некрозу голівки стегнової кістки при використанні стремінців Павліка, але чи були ці випадки внаслідок неправильного застосування пристрою, чи внаслідок ускладнення, що виникло в самому патологічному процесі, залишається невирішеним. Ускладнення виникають головним чином через те, що сегмент клубово-поперекового м'яза притискає циркумфлекторну артерію до шийки стегнової кістки і зменшує приплив крові до голівки стегнової кістки, тому подушку Фрейки можна використовувати не при всіх формах дисплазії кульшового суглоба.

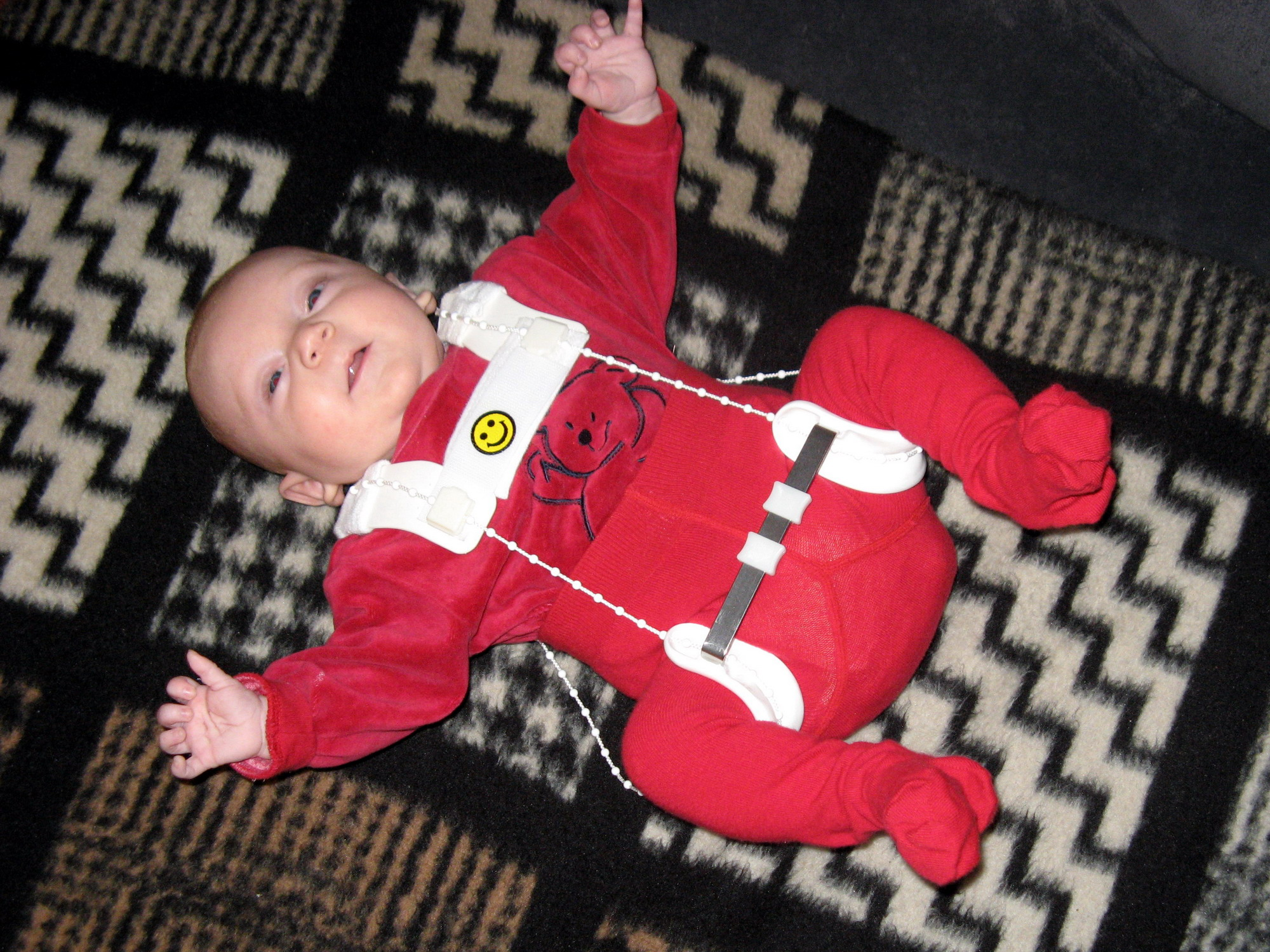
Немовля з одягненими стремінцями Павліка
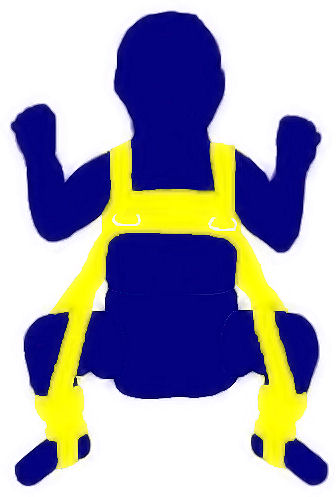
Схема стремінців Павліка
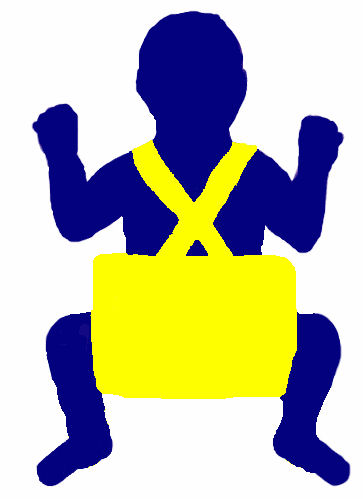
Схема подушки Фрейки
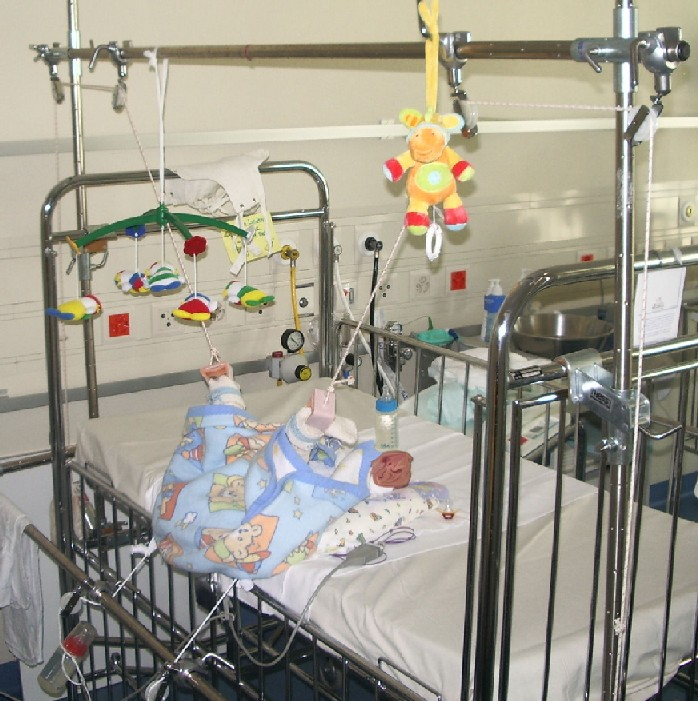
Витяжка

Інші пристрої, що застосовуються, включають ортопедичні шини, особливо після хірургічного закритого редукування, відкритого редукування або остеотомії у немовлят та маленьких дітей. Тракція (витяжка) іноді використовується в тижні, що передують операції, щоб допомогти розтягнути зв'язки в кульшовому суглобі, хоча її використання є суперечливим і по-різному оцінюється серед лікарів..

### Хірургічне втручання
У дітей старшого віку, можливо, доведеться лікувати відвідні та клубові м'язи хірургічним шляхом, оскільки вони адаптуються до вивихнутого суглобового положення (виникають контрактури). Для продовження лікування часто застосовують брекети та шини, дотримуючись будь-якого з цих методів. Хоча деякі діти «переростають» неліковану легку дисплазію кульшового суглоба, а деякі форми нелікованої дисплазії майже не погіршують або не погіршують якість життя, дослідження досі не змогли знайти методів прогнозування результатів. З іншого боку, часто документовано, що пізній початок лікування призводить до ускладнень і закінчується поганими результатами.

#### Штучний суглоб та остеотомія
Дисплазію кульшового суглоба часто називають причиною артрозу кульшового суглоба у порівняно молодому віці. Вивих несучих поверхонь призводить до збільшення і незвичного зносу, хоча існують дослідження, які суперечать цим висновкам (див.). Операція периацетабулярної остеотомії (ПАО) може бути використана для перебудови кульшового суглоба у деяких підлітків та дорослих. Подальше лікування тотальним ендопротезуванням кульшового суглоба (заміною кульшового суглоба на штучний ендопротез) ускладнюється необхідністю ревізійної операції (пізнішої заміни штучного суглоба) через зміни скелета в міру дорослішання тіла, розхитування/зношування або резорбції кісток. Шліфування кульшового суглоба — ще один варіант корекції дисплазії кульшового суглоба у дорослих. Це тип заміщення кульшового суглоба, який зберігає більше кістки і може бути рішенням для молодих пацієнтів з дисплазією кульшового суглоба.
Остеотомію використовують або разом з ендопротезуванням, або саму по собі для виправлення зсуву.

## Епідеміологія
Визначення захворюваності може бути складним. Крім того, існує великий різнобій результатів діагностики. Німецьке дослідження, яке порівнювало два методи, показало вдвічі вищий від звичайного показник при використанні одного з методів оцінки. Статистика випадків у жінок у вісім разів частіша, ніж у чоловіків.
Корінні американці частіше мають вроджений вивих стегна, ніж будь-яка інша раса. Ризик для корінних американців становить приблизно 25-50 з 1000. Загальна частота розвитку дисплазії кульшового суглоба становить приблизно 1 випадок на 1000 осіб; однак Барлоу вважав, що частота нестабільності тазостегнового суглоба у новонароджених може досягати 1 випадку на кожні 60 новонароджених причому частота знизилася до 1:240 протягом одного тижня.

## Історія
Шина для подушок Фрейки була названа на честь доктора Бедржіха Фрейки (1890—1972), чеського хірурга-ортопеда. Стремінці Павліка були названі на честь доктора Арнольда Павліка (1902—1962), також чеського хірурга-ортопеда.

## Суспільство та культура
У телевізійній програмі ER Керрі Вівер використовує милицю через вроджену дисплазію кульшового суглоба. У 12 сезоні вона проходить заміну кульшового суглоба, щоб вилікувати її дисплазію, коли стан її раніше не лікованого суглоба погіршується.

## Дослідження
Одним із напрямків досліджень є використання стовбурових клітин. Їх застосовують для трансплантації (остеопластики) або засівання пористих протезів на ендопротезування аутологічних фібробластів або клітин-попередників хондроцитів, щоб допомогти міцно закріпити штучний матеріал у тілі кістки.

## Інші тварини
У собак дисплазія кульшового суглоба — це ненормальне формування кульшового суглоба, яке у своїй більш важкій формі може в кінцевому підсумку спричинити кульгавість аж до каліцтва та хворобливий артрит суглобів. Це генетична (полігенна) ознака, на яку впливають фактори зовнішнього середовища. Це характерно для багатьох порід собак, особливо для великих тварин.
Дисплазія кульшового суглоба є одним з найбільш вивчених ветеринарних станів у собак і найпоширенішою єдиною причиною артриту стегон.. Відомо, що цього захворювання зазнають і кішки, особливо сіамські.